# Eugen Dido Kvaternik

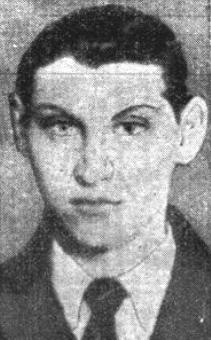
Eugen „Dido“ Kvaternik
(um 1934)

Eugen „Dido“ Kvaternik (* 26. März 1910 in Zagreb; † 10. März 1962 in Río Cuarto, Argentinien) war ein kroatischer Ustascha-Generalleutnant. Er war der Chef der Polizei, sowie der Nachrichten- und Sicherheitsdienste im Unabhängigen Staat Kroatien (kroatisch Nezavisna Država Hrvatska, kurz NDH). Außerdem unterstanden ihm bis 1942 sämtliche 22 Konzentrationslager des Landes. Er hatte maßgeblichen Anteil am Völkermord an den Serben im Unabhängigen Staat Kroatien sowie an der dortigen Verfolgung von Juden und Roma.

## Leben
Eugen Dido Kvaternik war Sohn des Kommandeurs der kroatischen Streitkräfte Slavko Kvaternik und dessen Frau Olga (geborene Frank, Tochter des nationalistischen HSP-Politikers Josip Frank). Nach dem Schulabschluss begann er ein Studium der Rechtswissenschaften, das er jedoch nicht abschloss.
Kvaternik reiste viel ins Ausland, dabei traf er auch Ante Pavelić und andere Ustascha-Funktionäre. 1933 floh Kvaternik nach einem gescheiterten Attentat auf König Alexander I. in Zagreb aus dem Königreich Jugoslawien. Unter falschem Namen (Eugen Rakovečki, Egon Kramer) leitete er einen zweiten, von Wlado Tschernosemski durchgeführten Attentatsversuch. Nach der Verurteilung im folgenden Prozess verbrachte er zwei Jahre in Italien im Gefängnis. 1936 erfolgte seine Freilassung, woraufhin er sich den exilierten Ustascha-Mitgliedern auf der Insel Lipari anschloss, deren Kommandant er Anfang 1937 wurde und bis zur Auflösung des dortigen Internierungslagers im April blieb.

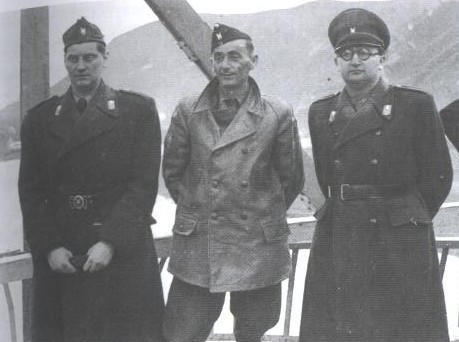
Kvaternik mit Jure Francetić und Außenminister Lorković (v. l. n. r.) auf einer Brücke über die Drina, dem damaligen Grenzfluss zu Serbien (Zvornik, April/Mai 1942)

Am 13. April 1941, nur drei Tage nachdem sein Vater den Unabhängigen Staat Kroatien ausgerufen hatte, kehrte er nach Kroatien zurück. Am 18. April wurde er zum Direktor des Ravnateljstvo za javni red i sigurnost (RAVSIGUR) sowie am 4. Mai zum Staatssekretär im Innenministerium unter Andrija Artuković ernannt. Darüber hinaus wurde er Leiter des am 16. August eingerichteten Ustaška nadzorna služba (UNS) und war als solcher verantwortlich für den Betrieb aller Konzentrationslager im Unabhängigen Staat Kroatien.
Nach einem Zerwürfnis seines Vaters mit Pavelić wurden er und sein Vater Mitte September 1942 aller ihrer Ämter enthoben. Slavko Kvaternik wollte sich mehr an Deutschland anlehnen, wogegen Pavelić eher in Italien Rückendeckung suchte. Des Weiteren hatte seine Frau Olga, deren Vater jüdischer Herkunft gewesen war, Ende August 1941 Suizid begangen, wobei ein Zusammenhang mit den Aktivitäten ihres Ehemannes und Sohnes vermutet wird. 1943 ging Eugen Kvaternik mit seiner Familie ins Exil, zunächst in die Slowakei, dann nach Österreich und Italien. 1947 emigrierte er schließlich nach Argentinien. Hier kam er 1962 zusammen mit seiner Tochter Olga bei einem Verkehrsunfall ums Leben.

## Familie
Kvaternik lernte seine spätere Frau Marija Cvitković im Sommer 1941 kennen und heiratete sie am 10. Januar 1942. Im Oktober 1942 kam der erste Sohn Slavko Eugen zur Welt, im August 1944 der zweite Sohn Davor und die Tochter Olga am 2. April 1951. Slavko wurde später Professor für Politische Wissenschaften in Argentinien und Davor Kardiologe in Boston. Mit Eugen Kvaternik kam seine Tochter Olga im Alter von zehn Jahren beim Verkehrsunfall um, während seine Frau und die beiden Söhne überlebten.

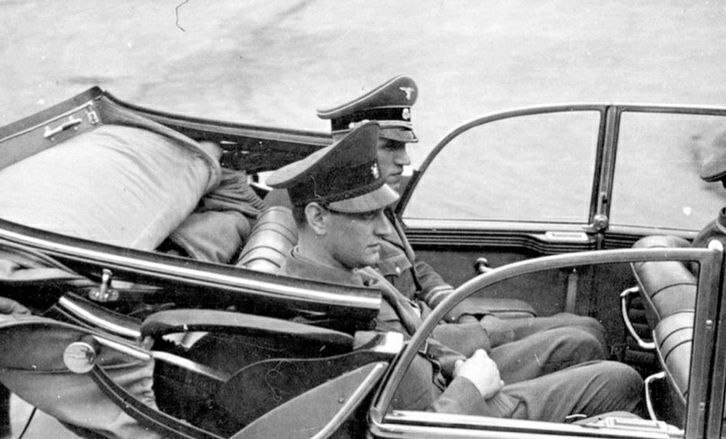
Dido Kvaternik und Obersturmführer des SD in einem Auto.

## Schriften
- Eugen Dido Kvaternik: Sjećanja i zapažanja, 1925–1945 : prilozi za hrvatsku povijest [Erinnerungen und Beobachtungen, 1925-1945 : Beiträge zur kroatischen Geschichte]. Hrsg.: Jere Jareb (= Biblioteka Ljudska Prava, Knjižnica Hrvatskog rukopisa). Nakl. Društvo Starčević, Zagreb 1995, ISBN 978-953-96369-0-4.